# Яковлево (Бокситогорский район)
Яковлево — деревня в Большедворском сельском поселении Бокситогорского района Ленинградской области.

## История
ЯКОВЛЕВО — деревня Труфановского общества, прихода Озерского погоста. 

Крестьянских дворов — 22. Строений — 32, в том числе жилых — 23. Школа и кузница. Жители занимаются рубкой, возкой и сплавом леса.

Число жителей по семейным спискам 1879 г.: 62 м. п., 55 ж. п.; по приходским сведениям 1879 г.: 64 м. п., 58 ж. п.

В конце XIX века — начале XX века деревня административно относилась к Деревской волости 5-го земского участка 3-го стана Тихвинского уезда Новгородской губернии.
В начале XX века близ деревни находился жальник.

ЯКОВЛЕВО — деревня Труфановского сельского общества, число дворов — 42, число домов — 53, число жителей: 95 м. п., 106 ж. п.;
 
Занятия жителей — земледелие. Река Тихвинка и колодец. Часовня, хлебная лавка, министерская школа, смежна с дер. Малый Ручей. (1910 год)

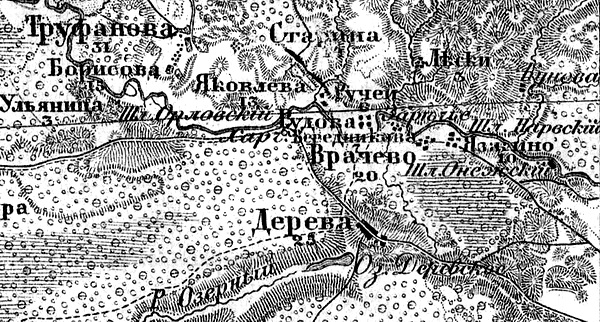
Деревня Яковлево на карте 1913 года

Согласно карте Новгородской губернии 1913 года, деревня называлась Яковлева насчитывала 13 крестьянский дворов.
С 1917 по 1918 год деревня входила в состав Деревской волости Тихвинского уезда Новгородской губернии.
С 1918 года, в составе Череповецкой губернии.
С 1924 года, в составе Пикалёвской волости.
С 1927 года, в составе Труфановского сельсовета Пикалёвского района.
С 1932 года, в составе Ефимовского района.
По данным 1933 года деревня Яковлево являлась административным центром Труфановского сельсовета Ефимовского района, в который входили 16 населённых пунктов: деревни Белый Шумок, Борисово, Великий Ручей, Врачево-Поречье, Дерево-Горка, Колтуши, Лески, Малый Ручей, Передниково, Порог, Рудово, Старина, Труфаново, Ульяновщина, Язжино, Яковлево, общей численностью населения 1740 человек.
По данным 1936 года в состав Большедворского сельсовета с  административным центром в деревне Яковлево входили 14 населённых пунктов, 383 хозяйства и 13 колхозов.
С 1938 года, в составе Тихвинского района.
С 1952 года, в составе Бокситогорского района.
С 1963 года, вновь составе Тихвинского района.
С 1965 года вновь в составе Бокситогорского района. В 1965 году население деревни составляло 104 человека.
По данным 1966 и 1973 годов деревня Яковлево также входила в состав Труфановского сельсовета Бокситогорского района.
По данным 1990 года деревня Яковлево входила в состав Большедворского сельсовета.
В 1997 году в деревне Яковлево Большедворской волости проживали 42 человека, в 2002 году — 37 человек (все русские). 
В 2007 году в деревне Яковлево Большедворского СП проживали 44 человека, в 2010 году — 36.

## География
Деревня расположена в северо-западной части района к северу от автодороги 41К-035 (Большой Двор — Самойлово).
Расстояние до административного центра поселения — 25 км.
Расстояние до ближайшей железнодорожной станции Большой Двор — 26 км.
Деревня находится на правом берегу реки Тихвинка.

## Демография
| 1997 | 2002 | 2007 | 2010 | 2017 |
| ---- | ---- | ---- | ---- | ---- |
| 42   | ↘37  | ↗44  | ↘36  | ↘26  |